# 贝鲁特难民营大屠杀
贝鲁特难民营大屠杀，又名萨布拉-夏蒂拉大屠杀（阿拉伯語：مذبحة صبرا وشاتيلا），1982年9月16日至9月18日的一场政治性大屠杀，由天主教馬龍派的黎巴嫩长枪党屠杀其政敌，包括巴勒斯坦人和黎巴嫩的什叶派穆斯林，遇难人数大约在762人至3500人之间。事发地点是黎巴嫩首都贝鲁特萨布拉街区和邻近的夏蒂拉難民营。当时正值黎巴嫩内战和。
黎巴嫩基督徒和穆斯林之间的冲突与仇恨在1970年代后逐步升级，而黎巴嫩长枪党和巴勒斯坦解放組織作为两个群体中的代表和极端组织，发生了多起暗杀、屠杀等暴力冲突。这次屠杀的导火索被视为黎巴嫩长枪党领导人的巴希尔·杰马耶勒遇刺事件的报复行动，而巴勒斯坦民兵组织则被误认为該暗杀事件的凶手。1982年，以色列入侵黎巴嫩以试图消灭当地的巴勒斯坦解放组织。到了1982年年中，在驻黎巴嫩多国部队的监督下，在贝鲁特西部战斗之后几周内巴解组织撤出了黎巴嫩，之后不久这场大屠杀便发生了。屠杀发生时，多支武装部隊——以色列国防军、黎巴嫩长枪党和南黎巴嫩军——都在萨布拉-夏蒂拉附近，这些武装正在利用多国部队刚刚撤走包围这贝鲁特穆斯林聚居区的阵地的机会重新部署。以军在巴解组织撤出后紧接着就推进至了贝鲁特西部，这被视为是违反停火协议的举动，也使得黎巴嫩长枪党能够展开对穆斯林聚居区的暴力突袭。以色列国防军包围了萨布拉-夏蒂拉地区并在其出口部署军队以防止居民逃离，以求血洗。并且在大屠杀发生期间应长枪党的要求在夜间发射照明彈，方便前者進行屠杀。
在屠杀事件参与者中，有一个称为“年轻人”的团伙，由黎巴嫩力量情报机构主管以及与以色列摩萨德联络官埃里·荷拜卡从那些因不服从命令或涉及犯罪而被开除出黎巴嫩力量的成员中招募的暴徒。这场大屠杀被普遍认为是由荷拜卡直接下令执行的（荷拜卡后则从政，长期在黎巴嫩议会活动并担任多个部长级职位）。荷拜卡的家人和未婚妻则在1976年达穆尔大屠杀中死于巴勒斯坦民兵组织及其黎巴嫩的盟友之手，而达穆大屠杀又是对当年初巴勒斯坦人和黎巴嫩穆斯林遭到基督教民兵组织屠杀（卡朗迪纳屠杀）的报复。其他卷入大屠杀的长枪党领导人包括来自黎巴嫩南部的约瑟夫·艾德（英語：Joseph Edde）、长枪党宪兵队的Dib Anasta、来自贝鲁特东部的邁克爾．佐恩（英語：Michael Zouein）和馬魯．米沙拉尼（英語：Maroun Mischalani）。总共有300到400名基督教民兵直接参与到了屠杀中，其中有一些是来自哈达德上校的南黎巴嫩军。1983年，由时任联合国秘书长助理和联合国大会主席的肖恩·麦克布赖德担任主席的调查委员会得出结论，认为以色列作为此地区的占领者，阻止此地区发生屠杀本应是其责任，需对此次事件负责，并认定这是一起反人道的种族灭绝事件，被委托调查这起事件的以色列贝鲁特难民营屠杀事件委员会发现以色列军队清楚地意识到这场大屠杀正在进行，且不僅沒有阻止還參予其中幫助屠殺平民。因此，以色列对大屠杀负有直接责任，而以色列国防部长阿里埃勒·沙龙需对“忽视大屠杀和复仇事件的存在可能性”负有个人责任，这迫使其引咎辞职。

## 背景
在1975年至1990年的黎巴嫩内战中，互相敌对的武装组织与黎巴嫩的邻国结盟并相互为敌。这些武装组织的内斗和屠杀往往导致数千人遇害。例如：1976年1月，在以穆斯林为主的贫民区卡朗迪纳，黎巴嫩基督教民兵组织针对库尔德人、叙利亚人和巴勒斯坦人进行大屠杀。1976年1月巴解组织在达穆区针对基督教马龙派进行大屠杀，遇难者中包括黎巴嫩力量情报机构主管埃里·荷拜卡的家人和未婚妻。1976年8月，在Tel al-Zaatar，黎巴嫩长枪党针对联合国近东巴勒斯坦难民救济和工程处（UNRWA）管理下的难民营内的难民进行大屠杀。在黎巴嫩内战中有15万平民死于大屠杀。
自70年代初开始，巴解组织便利用黎巴嫩南部为据点，对以色列发动袭击，而以色列也对黎巴嫩南部的巴解组织据点进行轰炸。
1982年6月3日，以色列驻英国大使施洛摩·阿尔戈夫遭遇暗杀未遂。这起暗杀是由阿布·尼达尔策划的，他是巴勒斯坦的武装组织的一支，以崇尚使用暴力著称，曾经是巴解组织成员，但1970年代末期离开巴解成立自己的组织并于阿拉法特结怨。巴解组织谴责这次暗杀。但以色列并不在意区分巴勒斯坦众多武装组织的立场，而直接进军黎巴嫩，全面軍事打擊巴勒斯坦的武装组织。
1982年6月6日，以色列包围了黎巴嫩首都贝鲁特。在長期圍困贝鲁特後，在8月21日美国主导的各方停火协定使得战斗暂时告一段落，这使得城内的黎巴嫩难民能够在西方国家的监督下安全撤离，并且巴勒斯坦难民及难民营内的居民的安全得以保证。
以军进军初期，参谋长拉斐尔·埃坦要求黎巴嫩基督教民兵武装不应该参与战斗，但随后战斗中以色列国防军蒙受了惨重损失，而公众不滿黎巴嫩的武装力量没有行动。就此，在1982年6月15日，即入侵开始后10天，以色列内阁通过一份由总理贝京推出的提议，要求以色列国防军不进入贝鲁特西部，但黎巴嫩的武装力量应当进入该区域。之后以色列的评估表明贝鲁特西部民兵武装除了巴勒斯坦的武装之外大约由7000人。以色列方面估计黎巴嫩长枪党完全动员后拥有5000人，其中2000人是职业士兵。
因此以色列和黎巴嫩马龙派武装团体有共同的敌人——巴勒斯坦的民兵组织，因此，双方构成了军事同盟。1982年8月23日，黎巴嫩基督教民兵领导人巴希尔·杰马耶勒被选举为黎巴嫩总统。到了9月1日，巴解组织已经在多国部队的监督下撤出了贝鲁特。这一撤军是以多国部队持续保证黎巴嫩境内巴勒斯坦难民安全为条件的。
1982年9月11日，用以保证巴勒斯坦难民安全的多国部队撤出了贝鲁特。之后在9月14日，杰马耶勒在长枪党总部的爆炸中遇刺身亡。暗杀者是Habib Tanious Shartouni（此人是黎巴嫩的马龙派基督徒，同时也是叙利亚国家社会党的秘密成员）。
9月14日，在杰马耶勒遇刺之后，以色列总理贝京、国防部长阿里埃勒·沙龙和参谋长埃坦一致认为以色列军队应当进入贝鲁特西部地区。他们说以色列军队必须部署到当地以阻止混乱局面。在当天夜里20:30的另一场会议中，夏隆和埃坦认定以色列国防军不应当进入巴勒斯坦难民营，但黎巴嫩长枪党可以。参与讨论的唯一一名其他内阁成员是外长伊扎克·沙米尔。在9月15日早06:00后不久，以色列国防军进入了贝鲁特西部。以色列的行动违背了与美国达成的不占领贝鲁特西部的协定。

## 屠杀过程
在9月14日至15日的夜间，以色列国防军参谋长埃坦飞抵贝鲁特。要求长枪党领导层下达总动员令，以准备参与即将到来的以色列国防军对贝鲁特西部的进攻。他还要求所有他们控制的地方实行宵禁，并委派一名联络官常驻以色列国防军前方指挥所。他告诉长枪党的领导们以色列国防军不会进入难民营，但长枪党必须进入难民营搜捕巴勒斯坦穆斯林极端分子和武装人员。长枪党的领导告诉埃坦总动员令需要他们花24小时来安排。
在9月15日早上，同样已经抵达贝鲁特的以色列国防部长夏隆在前线指挥部与埃坦汇合。以色列的前线准备设在一栋距离夏蒂拉难民营西南200米远的5层建筑物内。与会的高级军官还有夏隆的助手艾维·杜达伊、以色列军事情报局主管约书亚·萨盖、辛贝特领导人亚伯拉罕·沙洛姆、以色列国防军副总参谋长摩西·利维将军及其他高级军官。这些军官一致认定黎巴嫩长枪党必须进入难民营搜捕巴勒斯坦穆斯林极端分子和武装人员。
在领导人杰马耶勒遇刺身亡之后，黎巴嫩长枪党一直在寻求歼灭当地的穆斯林极端分子和武装人员，他们认为许多穆斯林极端分子和武装人员藏身在巴勒斯坦难民营。在9月15日晚，萨布拉和夏蒂拉已经被以色列军队包围。以色列军队在难民营的出入口设置检查站，还将一些多层建筑用作为观察哨。在这些被以色列利用的建筑物中，根据时代周刊的报道，7层高的科威特大使馆可以对萨布拉和夏蒂拉进行“畅通无阻且一览无余”的观察。数小时后，以色列的坦克开始炮击萨布拉和夏蒂拉地区。
次日早上，第六份关于进攻贝鲁特西部的命令被下达。这份命令强调：“不要进入巴勒斯坦难民营，难民营内的搜寻和清除工作将由黎巴嫩长枪党和黎巴嫩军队来完成。”
根据耶路撒冷基金会的Linda Malone的说法，夏隆和埃坦会见了黎巴嫩长枪党的武装部队，并要求他们进入萨布拉和夏蒂拉难民营，并宣称巴解组织需对杰马耶勒的遇刺负责。这次会晤在9月16日下午15:00结束。
一小时后，1500名民兵集结在贝鲁特国际机场，这座机场随后被以色列国防军占领。在荷拜卡的指挥下，他们乘坐以色列军队的吉普车在以色列军队的引导下前往萨布拉和夏蒂拉。这伙武装分子大部分为黎巴嫩长枪党成员，还有部分是哈达德的手下。根据夏隆和荷拜卡的保镖Ariel Sharonand的说法，长枪党收到了关于不要伤害平民的“严格且明确”的警告。但是之后人们得知长枪党对于巴勒斯坦人来说是一个安全方面的嚴重威胁。以色列国防军的报纸在大屠杀发生前2周的9月1日写到，在一场与以色列军队的会晤中，一名长枪党成员说道：“对于我们来说问题在于如何开始强奸和杀戮。”
第一批150名长枪党成员在下午18:00进入萨布拉和夏蒂拉。不时有巴勒斯坦人被要求排成一排处决。在当天夜里，以色列国防军向当地上空发射照明弹方便屠殺。根据一名荷兰籍护士的说法，难民营中亮的“如同是在举行足球比赛的体育场”。
在晚上11:00，一份报道被送达位于贝鲁特东部的以色列军队指挥部，报告中写到有300人被杀，其中包括平民。这份报告后来还被送往特拉维夫和耶路撒冷的以色列军队指挥部门，在那里超过20名以色列高级军官阅读过这份报告，但也未即刻要求停止屠殺。
在第一批长枪党武装进入难民营后两个小时，一名长枪党成员用电台询问荷拜卡如何处理被囚禁的50名妇女和儿童。他们的对话被一名以色列军官偶然间听到。这名军官证实荷拜卡说：“这是你最后一次提出这样的问题。你很清楚你该做什么。”此时其他呆在前方指挥部的长枪党成员开始放声大笑。此时呆在指挥部楼顶的阿莫斯·雅隆将军问一名长枪党军官这些大笑是什么意思，随后这名军官将荷拜卡的话翻译给他听。雅隆将军随后用英语和荷拜卡进行了5分钟的会谈，会谈内容不得而知。
在当天下午，埃坦与长枪党成员举行了会谈。次日早上，以色列军队包围了萨布拉和夏蒂拉，考虑到一些关于大屠杀的报告，要求长枪党停止他们的行动。
9月17日，萨布拉和夏蒂拉仍旧被严密封锁，一些独立观察人士设法进入了难民营。他们看到长枪党在屠杀中的所作所为，并在夏蒂拉将尸体从被摧毁的建筑中移出。很多被发现的尸体损毁严重。许多男孩遭到了阉割，一些人的头皮被剥了下来。有些尸体上被刻上了十字架。
在大屠杀发生前，据报道亚西尔·阿拉法特曾要求多国部队返回贝鲁特以保护平民。这些部队之前刚刚监督了阿拉法特及其巴解组织武装分子撤离贝鲁特。意大利对以色列新的举动表示严重关注，但并没有采取措施将部队调回贝鲁特。

## 遇难者人数
根据BBC的报道，“至少有800名”巴勒斯坦人丧生。
历史学家罗伯特·菲斯克在文章中写到“在持续三天的强奸、战斗和残酷处决后，民兵组织留下了1700名死者在难民营。”
巴勒斯坦红新月会认为遇难人数超过3000人。

## 后续事件

### 联合国的谴责
1982年12月16日，联合国代表大会谴责了这一屠杀事件并将其定性为种族清洗。在对相关谴责声明进行的投票中，123个国家投了赞成票，没有国家投反对票。22个国家投弃权票，12个国家未投票。
加拿大代表声明：“依我方的观点，种族清洗的相关定义并不适用于这一非人道的行径。”苏联代表則说道：“以色列在黎巴嫩领土上所作的举动是种族清洗，其目的是摧毁巴勒斯坦。”投赞成票的新加坡代表补充道：“我方代表对使用“种族清洗”一词表示遗憾……“种族清洗”是指针对一个国家、民族、种族或宗教团体整体上或局部方面的蓄意行为。”尼加拉瓜代表说：“难以相信一个在20世纪中期遭受过纳粹种族灭绝的民族会对其他民族使用同样法西斯的、种族清洗性质的行为。”加拿大代表和新加坡代表提出疑问，提出联大是否能就这一屠杀事件是否构成种族清洗作出裁定。
但是由肖恩·麦克布赖德担任主席的一个独立委员会认定种族清洗的概念适用于这起大屠杀。在全球范围内，有个别犹太人也谴责这起大屠杀是种族清洗。
肖恩·麦克布赖德的委员会在名为“以色列在黎巴嫩的活动”的报告中认定以色列政府和军队需对这起发生在9月16日至18日贝鲁特地区的大屠杀及其他由黎巴嫩民兵组织执行的杀戮活动负有直接或间接的责任。”
以色列政府成立的委员会以色列只对这起大屠杀负有间接责任。英国记者大卫·赫斯特指责以色列政府篡改间接责任的概念以使得以色列政府的卷入以及责任看上去更小。根据他的说法，只有通过错误理解和故意忽视对这起大屠杀的分析以色列政府才会得出此番自清结论。

### 以色列贝鲁特难民营屠杀事件委员会的报告
以色列贝鲁特难民营屠杀事件委员会认定夏隆需对这起大屠杀负有个人责任。
起初夏隆拒绝辞职，并且贝京总理拒绝开除他。只有当和平主义活动人士Emil Grunzweig在非政府组织“Peace Now”的集会中遭遇右翼分子的手榴弹袭击身亡（袭击还造成了另外10人受伤）之后，以色列政府才妥协：夏隆将辞去国防部长的职务，但仍保留以色列内阁中不管部部长的职位。尽管在委员会报告中由对其不利的结论，之后夏隆还是成为了以色列总理。
该委员会还建议解除以色列军事情报局主管约书亚·萨盖的职务，并促使阿莫斯·雅隆被保留使用至少三年时间。

### 夏隆提出的诽谤罪起诉
1983年2月21日，时代周刊发表了一篇文章，暗示夏隆“据报道与杰马耶勒家族讨论过有必要让长枪党为巴希尔·杰马耶勒的遇刺进行报复。夏隆向美国和以色列法庭提出诽谤起诉，要求时代周刊赔偿5000万美金。陪审团认定文章内容错误且构成诽谤，但时代周刊还是在美国法院赢得了诉讼，因为夏隆的辩护律师未能根据美国的反诽谤法律证明时代周刊的作者和编辑撰写文章是“带有恶意的”。

### 受害者亲属的起诉
在2001年夏隆赢得大选获得以色列总理一职后，大屠杀遇难者的亲属提起了一项诉讼。2003年9月24日，比利时法院驳回了针对夏隆的战争罪起诉，因为原告在屠杀发生时并没有获得比利时国籍。

### 报复行动
根据罗伯特·菲斯克的说法，本·拉登声称这场屠杀是他发动1996年胡拜尔大厦爆炸袭击事件的动机之一。这起袭击事件是基地组织针对沙特阿拉伯境内一处美国空军住宅大楼的汽车炸弹袭击事件，导致20人遇难。

## 相关作品
- 《和巴什尔跳华尔兹》